# Megophrys frigida
Megophrys frigida — вид жаб родини азійських часничниць (Megophryidae). Описаний у 2020 році.

## Поширення
Ендемік В'єтнаму. Поширений на схилах гори Кі-Куань-Сан в провінції Лаокай на північному заході країни.